# تو را شاد کردن
« تو را شاد کردن» تک‌آهنگی از هنرمند اهل کانادا سلین دیون است که در ۷ ژوئیه ۱۹۹۷ منتشر شد.